# Dwight Waller
Dwight Waller (Brownsville, Tennessee, 5 de octubre de 1945-12 de marzo de 2021) es un exjugador de baloncesto estadounidense que jugó una temporada en la NBA y dos más en la ABA. Con 1,98 metros de estatura, lo hacía en la posición de alero.

## Trayectoria deportiva

### Universidad
Jugó durante tres temporadas con los Tigers de la Universidad Estatal de Tennessee.

### Profesional
Fue elegido en el puesto 131 del Draft de la NBA de 1968 por Atlanta Hawks, donde jugó 11 partidos en los que anotó un total de 7 puntos.
Al año siguiente ficha por los Denver Rockets de la ABA, donde disputa siete partidos en los que promedió 4,1 puntos y 5,4 rebotes. Tras más de un año el blanco, regresa al equipo en la temporada 1971-72, disputando otros dos encuentros, en los que promedió 2,0 puntos y 2,5 rebotes.

## Estadísticas de su carrera en la NBA y la ABA

### Temporada regular
| Temp.   | Edad | Equipo         | Liga  | Pos. | P  | TIT | MIN  | TC  | TCA | %TC  | 3P  | 3PA | %3P  | 2P  | 2PA | %2P  | TL  | TLA | %TL  | R.OF. | R.DEF. | REB | ASIS | ROB | TAP | PER | FP  | PTS |
| 1968-69 | 23   | Atlanta Hawks  | NBA   |      | 11 |     | 2.6  | 0.2 | 0.8 | .222 |     |     |      | 0.2 | 0.8 | .222 | 0.3 | 0.6 | .429 |       |        | 0.9 | 0.1  |     |     |     | 0.7 | 0.6 |
| 1969-70 | 24   | Denver Rockets | ABA   |      | 7  |     | 12.4 | 1.4 | 3.4 | .417 | 0.0 | 0.1 | .000 | 1.4 | 3.3 | .435 | 1.3 | 2.7 | .474 | 2.3   | 3.1    | 5.4 | 0.6  |     |     | 2.3 | 1.7 | 4.1 |
| 1971-72 | 26   | Denver Rockets | ABA   |      | 2  |     | 5.0  | 1.0 | 2.0 | .500 | 0.0 | 0.0 |      | 1.0 | 2.0 | .500 | 0.0 | 0.0 |      | 0.5   | 2.0    | 2.5 | 0.5  |     |     | 0.5 | 1.5 | 2.0 |
| Total   |      |                | TOTAL |      | 20 |     | 6.3  | 0.7 | 1.9 | .378 | 0.0 | 0.1 | .000 | 0.7 | 1.8 | .389 | 0.6 | 1.3 | .462 | 1.9   | 2.9    | 2.7 | 0.3  |     |     | 1.9 | 1.2 | 2.0 |
|         |      |                | NBA   |      | 11 |     | 2.6  | 0.2 | 0.8 | .222 |     |     |      | 0.2 | 0.8 | .222 | 0.3 | 0.6 | .429 |       |        | 0.9 | 0.1  |     |     |     | 0.7 | 0.6 |
|         |      |                | ABA   |      | 9  |     | 10.8 | 1.3 | 3.1 | .429 | 0.0 | 0.1 | .000 | 1.3 | 3.0 | .444 | 1.0 | 2.1 | .474 | 1.9   | 2.9    | 4.8 | 0.6  |     |     | 1.9 | 1.7 | 3.7 |